# Fulerum
Fulerum ist ein Stadtteil im Westen der Stadt Essen im Stadtbezirk III Essen-West. Dabei ist er in diesem bevölkerungsreichsten Bezirk Essens derjenige Stadtteil mit der geringsten Einwohnerzahl. Begrenzt wird der Stadtteil im Osten durch die Margarethenhöhe, im Nordosten durch Holsterhausen, im Norden durch Frohnhausen, im Westen durch Mülheim an der Ruhr und im Süden durch Haarzopf.

## Geschichte
Der Name Fulerum soll von vor langer Zeit die Landschaft prägenden Faulsümpfen stammen. Fulerum gehörte im Spätmittelalter und in der Frühen Neuzeit zur Herrschaft Broich und wurde im 11. Jahrhundert erstmals urkundlich als Schenkung des Grafen Berg an das Kloster Werden erwähnt. Rund 400 Jahre später waren 13 Feuerstellen in der Gemarkung Fulerum registriert. Im Laufe der Geschichte war Fulerum verwaltungsmäßig auf Mülheim-Heißen (1910), Haarzopf und das Dreibauernschaftsquartier Holsterhausen/Frohnhausen/Altendorf aufgeteilt.
Im Nachtigallental liegt auf Fulerumer Gebiet der schon 1471 erwähnte Halbachhammer, den Gustav Krupp von Bohlen und Halbach aus Weidenau, heute ein Stadtteil von Siegen, holen ließ, und ihn 1936 hier wieder aufbaute. Von Wasserkraft getrieben konnte man mit diesem Hammer Roheisen schmieden. Heute noch veranschaulicht die Schmiede dieses Handwerk mit Vorführungen im Auftrag des Ruhr Museums.
1910 wurde Fulerum auf die Städten Essen und Mülheim an der Ruhr aufgeteilt, wobei der weitaus größere Teil Mülheim zugeschlagen wurde.
Zwischen 1943 und März 1945 gab es das KZ-Außenlager Humboldtstraße, ein vom KZ Buchenwald verwaltetes Häftlingslager, in dem 520 junge jüdische Frauen zur Zwangsarbeit in der Krupp-Gussstahlfabrik untergebracht waren.

### Wappen

Wappen von Fulerum

Blasonierung:„In Silber (Weiß) über schwarz - silber (weiß) - grün gespickeltem Schildfuß, wachsend drei schwarze Rohrkolben mit grünen Blättern.“
Das Wappen wurde von Kurt Schweder entworfen und hatte nie offiziellen Charakter. Ende der 1980er Jahre schuf der Heraldiker für alle Essener Stadtteile Wappen. Sie sind inzwischen von der Essener Bevölkerung gut angenommen worden.

Das Wappen ist ein sogenanntes redendes Wappen; die Spickel spielen auf die Landschaft, eine Weidefläche mit durchscheinenden, großen, faulen, schwarzen Wasserflächen an. Der Rohrkolben ist eine typische Wasserpflanze für ein solches Gebiet.  

## Charakter

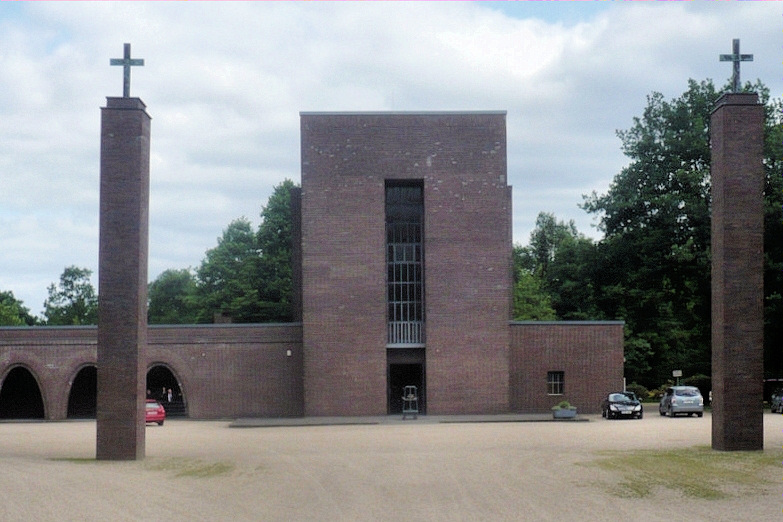
Südwestfriedhof

Fulerum ist geprägt von Landwirtschaft, größeren Grünflächen und lockerer Wohnbebauung, die ursprünglich für Arbeiter der Firma Krupp errichtet wurde und daher architektonisch interessant ist.
Man kann den Stadtteil von der Fulerumer Straße aus, die die Nachbarstadtteile Frohnhausen und Haarzopf miteinander verbindet, zweigeteilt betrachten. Im östlichen Teil dominiert der 1914 angelegte Südwestfriedhof, der im Laufe der Zeit auf seine heutige Fläche von 43 Hektar erweitert wurde. Mit rund 41.000 Grabstellen sind hier weitaus mehr Menschen begraben, als Fulerum Einwohner hat. Zu den bekannten hier beigesetzten Personen zählt der Architekt Georg Metzendorf, nach dessen Plänen unter anderem die benachbarte Margarethenhöhe errichtet wurde. Ein denkmalgeschützter, großer Backsteinbau, der früher auch das Krematorium beherbergte, aus den Jahren 1925/1926 umschließt einen Ehrenhof und bildet den zur Fulerumer Straße hin geöffneten Eingangsbereich des Friedhofes.
Am westlichen Rand Fulerums liegt das neuere Wohngebiet an Spieckermannstraße, Regenbogenweg und Sonderwerkstraße. Es ist eine ehemalige Krupp-Wohnsiedlung für Kinderreiche, die sich von der Humboldtstraße in Richtung Nordosten zieht, und heute von einer anderen Wohnungsgesellschaft, der Wohnbau eG Essen, verwaltet wird.

### Siedlung Heimatdank
Westlich der Fulerumer Straße liegt die Siedlung Heimatdank, die ab 1921 nach Plänen des Bauabteilungsleiters der Firma Krupp in Essen, Josef Rings, entstand. Es begann im Mai 1919 mit der Gründung der Essener Baugenossenschaft Heimatdank. 1924 wurden die ersten Wohnungen bezogen. Bis 1937 entstanden 285 Wohnungen und 56 Mansarden. Die Baugenossenschaft Heimatdank fusionierte 1942 mit der Vereinigten Spar- und Baugenossenschaft Essen, die zunächst GWG Essen West hieß und heute die Wohnbau eG Wohnungsbaugenossenschaft Essen bildet. Sie ist Eigentümer und Vermieter der heutigen Siedlung ist. Nach Zerstörungen im Zweiten Weltkrieg begann der Wiederaufbau von 17 Häusern. Zwischen 1996 und 2004 wurden von der betreibenden Wohnungsgesellschaft 6,2 Millionen Euro in eine grundlegende Sanierung investiert. Heute besteht die Siedlung aus 58 Ein- und 36 Mehrfamilienhäuser mit insgesamt 213 Wohnungen.

### Bevölkerung
Am 31. März 2025 lebten 3.196 Einwohner in Fulerum.
Strukturdaten der Bevölkerung in Fulerum (Stand: 31. März 2025):
- Bevölkerungsanteil der unter 18-Jährigen: 13,9 % (Essener Durchschnitt: 16,9 %)[4]
- Bevölkerungsanteil der mindestens 65-Jährigen: 27,1 % (Essener Durchschnitt: 21,7 %)[5]
- Ausländeranteil: 5,8 % (Essener Durchschnitt: 20,6 %)[6]

### Verkehr
Zwischen den Stadtteilen Haarzopf und Frohnhausen gelegen bestehen direkte Anbindungen an die A 40 und die A 52.
Am 21. November 1925 wurde die Straßenbahnstrecke parallel zur Fulerumer Straße eröffnet, damals von der Linie 12 befahren. Zeitweise fuhren bis zu drei Linien hier entlang, bis die Gleisanlage am 8. April 1980 für den Umbau zur 1,3 Kilometer langen Spurbustrasse stillgelegt wurde. Betonschienen dienten zur Führung öffentlicher Spurbusse, die dort seit September 1980 zunächst als Pilotprojekt verkehrten. Damit war diese Trasse die erste dieser Art in Essen. Seit dem 12. Januar 2009 wird sie nicht mehr befahren; die Busse verkehren seither auf der Fulerumer Straße, auf der im Juni 2009 neue Haltestellen angelegt wurden. Seit 2012 ist auf der alten Trasse ein Radweg angelegt.
Fulerum wird von den VRR-Buslinien 130 und 145 der Ruhrbahn bedient, im Nachtverkehr von der Linie NE10.
| Linie | Verlauf | Takt (Mo–Fr) |
| ----- | --- | ------------ |
| 130   | Oberhausen, City Forum – Oberhausen Hbf – Oberhausen-Styrum – Mülheim-Styrum – Schloss Styrum – Mülheim Hbf – Mülheim Stadtmitte – Wasserstraße – Max-Planck-Institute – Oppspring – Mülheim Hauptfriedhof – Raadt – Flughafen Essen/Mülheim – Essen-Haarzopf Erbach – Fulerum Gemeindezentrum – Rhein-Ruhr-Zentrum | 20 min       |
| 145   | Essen-Haarzopf Erbach – Fulerum, Südwestfriedhof – Frohnhausen, Wickenburgstraße – Alfred-Krupp-Schule – Weststadt – Berliner Platz – Rathaus Essen – Essen Hbf – Rüttenscheid – Stadtwaldplatz – Heisingen Baldeneysee                                                                                             | 20 min       |
| NE10  | Essen Hbf – Am Waldthausenpark – Berliner Platz – Weststadt – Alfred-Krupp-Schule – Frohnhausen, Gervinusstr. – Wickenburgstr. – Rhein-Ruhr-Zentrum Süd – Fulerum – Haarzopf, Erbach | 60 min       |